# Mechanitis lucifera
Mechanitis lucifera är en fjärilsart som beskrevs av Richard Haensch 1905. Mechanitis lucifera ingår i släktet Mechanitis och familjen praktfjärilar. Inga underarter finns listade i Catalogue of Life.